# Ola Larsmo
Mats Ola Stefan Larsmo, född 21 december 1957 i Sundbybergs församling, är en svensk författare och litteraturkritiker.

## Biografi
En stor del av uppväxten tillbringades i Västervik, dit han flyttade som nioåring. Efter att ha gått Västerviks gymnasium studerade Larsmo bland annat nordiska språk, litteraturvetenskap, teologi och historia vid Uppsala universitet. Han debuterade som författare 1983 med Vindmakaren.
Larsmo var redaktör för tidskriften Bonniers Litterära Magasin 1984–1990 och sedan frilansskribent, främst i Dagens Nyheter. Han var ledamot av Författarförbundets styrelse fram till i maj 2003. Han var också ledamot av styrelsen för Institutet för framtidsstudier åren 2004–2008 och var mellan 2009 och 2017 ordförande i svenska PEN. I september 2018 blev han invald i styrelsen för PEN International.
År 2007 var han delaktig i den referensgrupp som skapade utställningen kom.nu.då som visades på Tekniska museet till 2013 och författade utställningskatalogen samt de texter som användes i utställningen. Tillsammans med Henrik Arnstad gör Larsmo sedan 2014 den historiska podcasten En svensk tiger.
Under läsåret 2023–2024 var Larsmo gästprofessor i Moa Martinsons namn vid Linköpings universitet.

### Författarskap
Ola Larsmo debuterade 1983 med kortromanen Vindmakaren.  Han har givit ut ett flertal romaner och essäböcker samt novellsamlingen Stumheten (1991). Hans senare romaner utspelar sig ofta i historisk miljö med dokumentära inslag, bland andra Maroonberget (1996) och Swede Hollow (2016). Vid sidan av sitt författarskap är han verksam som kulturjournalist och samhällsdebattör i bland annat Dagens Nyheter.